# Kulo Tjelo
Kulo Tjelo je bog neba in bog stvarnik pri Senufih v Maliju, Burkina Fasu in Slonokoščeni obali.
Kulo Tjelo je s svojo besedo v desetih stopnjah ustvaril svet in prvi človeški par, ki ga je nato poučevala boginja Ka Tjeleo.
Kulo Tjelo vsakih sedem let v obredu lo ponovno uprizori stvarjenje sveta in s tem poskrbi za nadaljevanje sveta in življnja.